# Giovanni Trulles de Myra
Giovanni Trulles de Myra (Barcellona, ... – Matera, 3 dicembre 1600) è stato un arcivescovo cattolico spagnolo, arcivescovo di Acerenza e Matera dall'11 marzo 1596 al 1600.

## Biografia

### Presbiterato
Spagnolo nativo di Barcellona, ebbe il cognome italianizzato in "Mirra". Venne a Napoli con il viceré Juan de Zúñiga y Avellaneda conte di Miranda, come precettore dei suoi figli. Il conte di Miranda, da alcuni storici ricordato con il cognome Zunica, come lo zio, governò il Regno di Napoli dal 1586 al 1595. Egli era nipote di Don Juan de Zúñiga y Requeséns, Viceré del Regno di Napoli dal 1579 al 1582.

### Episcopato
Dopo essere stato vescovo di Castellammare di Stabia, nel marzo 1596 fu promosso, da Clemente VIII, arcivescovo di Acerenza e Matera, dove giunse con il nipote Giovanni, che sposò a Matera la contessa Paola Felicia Gattini.